# Jelena Radinovič-Vasič
Jelena Radinovič-Vasič (ur. 5 lipca 1983) – serbska lekkoatletka, tyczkarka.
Wielokrotna mistrzyni kraju. Reprezentantka kraju w międzynarodowych zawodach.

## Rekordy życiowe
- Skok o tyczce – 4,25 (2011) rekord Serbii
- Skok o tyczce (hala) – 4,11 (2011) rekord Serbii